# Knut Tore Apeland
Knut Tore Apeland (Vinje, 11 de diciembre de 1968) es un deportista noruego que compitió en esquí en la modalidad de combinada nórdica. 
Participó en dos Juegos Olímpicos de Invierno, obteniendo dos medallas de plata en la prueba por equipo: en Albertville 1992 (junto con Trond Einar Elden y Fred Børre Lundberg) y en Lillehammer 1994 (con Bjarte Engen Vik y Fred Børre Lundberg).
Ganó cuatro medallas en el Campeonato Mundial de Esquí Nórdico entre los años 1993 y 1997.

## Palmarés internacional
| Juegos Olímpicos   | Juegos Olímpicos      | Juegos Olímpicos | Juegos Olímpicos          |
| Año                | Lugar                 | Medalla          | Prueba                    |
| ------------------ | --------------------- | ---------------- | ------------------------- |
| 1992               | Albertville (Francia) | Medalla de plata | TN + 3 × 10 km por equipo |
| 1994               | Lillehammer (Noruega) | Medalla de plata | TN + 3 × 10 km por equipo |
| Campeonato Mundial |                       |                  |                           |
| Año                | Lugar                 | Medalla          | Prueba                    |
| 1993               | Falun (Suecia)        | Medalla de plata | TN + 15 km individual     |
| 1993               | Falun (Suecia)        | Medalla de plata | TN + 3 × 10 km            |
| 1995               | Thunder Bay (Canadá)  | Medalla de plata | TN + 4 × 5 km por equipo  |
| 1997               | Trondheim (Noruega)   | Medalla de oro   | TN + 4 × 5 km por equipo  |